# Pseudogonatodes barbouri
Espèce
Synonymes
- Lepidoblepharis barbouri Noble, 1921

Pseudogonatodes barbouri est une espèce de geckos de la famille des Sphaerodactylidae.

## Répartition
Cette espèce est endémique du Nord-Ouest du Pérou.

## Étymologie
Cette espèce est nommée en l'honneur de Thomas Barbour.

## Publication originale
- Ruthven, 1915 : Description of a new genus and species of lizard of the family Gekkonidæ. Occasional Papers of the Museum of Zoology, University of Michigan, n. 19, p. 1-3. (texte intégral).